# Nina Attal
Pour les articles homonymes, voir Attal.
Nina Attal est une chanteuse française, guitariste et auteure-compositrice née en avril 1992, dont le style musical est à la croisée du blues, de la pop et du rock.

## Biographie

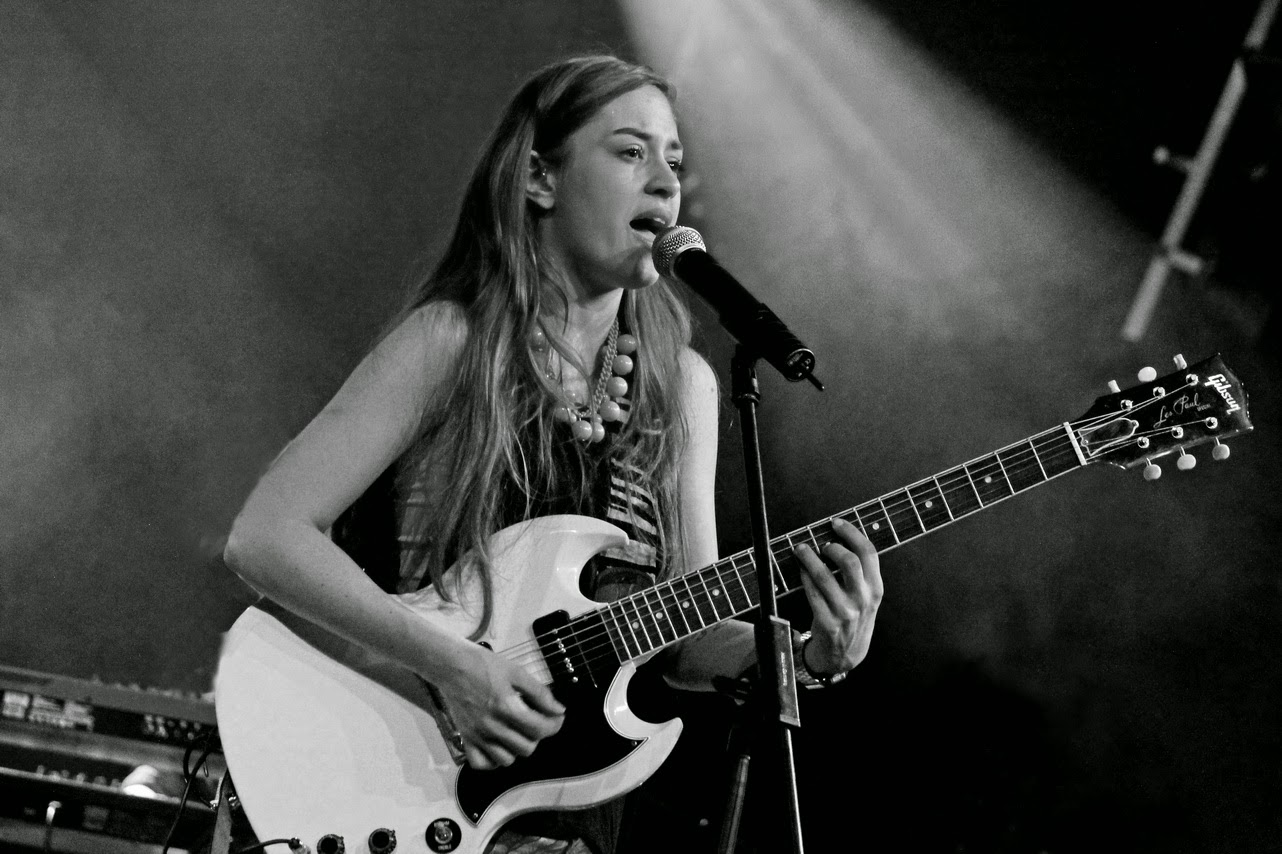
Nina Attal à le Leverkusener Jazztage 2017

Nina Attal commence dans le milieu des jams blues parisiennes. Fin 2009, elle remporte cinq prix au tremplin national Blues sur Seine. Elle joue par la suite dans divers festivals en France, et au Canada, notamment à Montréal à l'été 2011.
En mai 2010, elle sort son premier EP de 5 titres, Urgency. Elle fait ensuite une tournée pendant quatre ans en France, en Allemagne, au Benelux et au Canada (Festival de Jazz de Montréal), jouant environ 200 concerts. Elle partage la scène avec des artistes tels que Chic, Jamie Cullum, Fred Wesley, Robben Ford, Charlie Winston, Malted Milk, Electro Deluxe, Gregory Porter, Yarol Poupaud... 
Elle participe en 2012 au festival de Montreux aux côtés de Ceronne. Elle écrit en même temps son premier album complet, intitulé Yellow 6/17 (2011), avec Philippe Devin, son guitariste, directeur artistique et co-compositeur.
En été 2013, lors d'un festival dans le sud de la France, Nina Attal fait la première partie de Chic. Le bassiste du groupe, Jerry Barnes, après avoir écouté des maquettes, la rappelle pour l'inviter avec Philippe Devin à enregistrer au studio Avatar à New York en janvier et février 2014. Wha, second album de Nina Attal, sort en octobre 2014. Une partie a été enregistrée en France (section cuivres et quelques claviers). Deux morceaux sur l'album ont été écrits avec Jerry Barnes.
En 2016, Nina Attal sort un EP intitulé Verso, en trio. Suit une tournée pendant l'année 2016. 
Un album intitulé JUMP sort en septembre 2018, avec des sonorités plus urbaine et R'n'B.
Nina Attala sort Pieces of Soul en mai 2021, un quatrième album témoin de son retour au blues, au rythm’n’blues et au rock à l’origine de sa passion pour la guitare. Écrit et composé dans la foulée d’un road trip sur la côte ouest des États-Unis en 2020, il est produit l’été suivant en Normandie par l’ex-Beat Assaillant Maxime Lebidois. Parmi les titres, une reprise de You’re No Good popularisée par Linda Ronstadt.